# Tour de France 2004/20. Etappe
Die zwanzigste Etappe der Tour de France 2004 führte über 163 Kilometer von Montereau nach Paris auf die Avenue des Champs-Élysées. Wie immer war die Schlussetappe der Tour de France eine Tour d'honneur. Die Etappe beinhaltete einen Berg der 4. Kategorie sowie zwei Sprintwertungen bei Kilometer 87 und 116. In Paris wurden acht Runden über die Champs-Élysées gefahren.
Kurz nach dem Start kam es zu einer Attacke durch den Italiener Simeoni, der sich nicht an das inoffizielle Gesetz hielt, dass auf der Schlussetappe auf der ersten Etappenhälfte nicht attackiert wird. Neben der Attacke von Simeoni gab es eine Vorausfahrt der französischen Nationalhelden Richard Virenque und Thomas Voeckler.
Auf der Champs-Élysées attackierten zehn Fahrer: Sunderland, Merckx, Voeckler, Bettini, Flecha, Jalabert, Pereiro, Gutiérre, Astarloza und Kroon. Diese Fahrer konnten einen maximalen Vorsprung von 40 Sekunden herausfahren. Als das Feld die Gruppe erreichte, attackierte Paolo Bettini aus der Spitzengruppe; die anderen Fahrer der Gruppe konnten ihm folgen und sich somit wieder vom großen Feld entfernen. Karsten Kroon aus dem niederländischen Rabobank Cycling Team setzte sich von der Spitzengruppe ab, fiel aber gleich darauf wieder zurück. Nach wenigen Kilometern wurde die Gruppe allerdings eingefangen. Kurz vor der letzten Runde attackierte noch Juan Antonio Flecha aus dem spanischen Fassa-Bortolo-Team, aber auch er wurde wieder vom Feld gestellt.
Im Massensprint gewann der Belgier Tom Boonen vor Jean-Patrick Nazon und Danilo Hondo. Erik Zabel wurde Fünfter.

## Zwischensprints

### Zwischensprint 1 inLivry-Gargan(86,5 km)
| Erster  | Robbie McEwen, 6 P. und 6 s |
| Zweiter | Thor Hushovd, 4 P. und 4 s  |
| Dritter | Erik Zabel, 2 P. und 2 s    |

### Zwischensprint 2 inHauts des Champs-Élysées(115,5 km)
| Erster  | Thor Hushovd, 6 P. und 6 s     |
| Zweiter | Robbie McEwen, 4 P. und 4 s    |
| Dritter | Pierrick Fédrigo, 2 P. und 2 s |

## Bergpreis
| Côte de Montfermeil, Kategorie 4 |                             |
| Erster                           | Christophe Moreau, 3 Punkte |
| Zweiter                          | José Azevedo, 2 Punkte      |
| Dritter                          | George Hincapie, 1 Punkt    |